# Rhizocyon
Rhizocyon є раннім членом підродини Borophaginae, вимерлої підгрупи псових, які були ендемічними для західної частини Північної Америки в епоху олігоцену, жили приблизно від 31 до 24,5 млн років тому.
Rhizocyon був схожий на сучасний вид, Archaeocyon leptodus, з Великих рівнин, але він демонструє кілька тонких відмінностей у будові черепа та зубів, які вказують на те, що Rhizocyon може бути близьким до предків пізніших борофагінів. Відомий лише один вид, R. oregonensis, і всі скам’янілості походять із формації Джон Дей в Орегоні.